# Cranesville (Virginia Occidental)
Cranesville es un área no incorporada ubicada dentro del Distrito Segundo, una división civil menor del condado de Preston, Virginia Occidental, Estados Unidos. Está catalogada como un asentamiento humano por la Junta de Nombres Geográficos de los Estados Unidos.

## Identificador
El número de identificación asignado por el Sistema de Información de Nombres Geográficos es 1537805.

## Geografía
Se encuentra a una altitud de 795 metros sobre el nivel del mar (2608 pies) según el conjunto de datos de elevación nacional.